# Piotr Szulkin
Piotr Szulkin (phát âm tiếng Ba Lan: [ˈpjɔtr ˈʂulkʲin]; sinh ngày 26 tháng 4 năm 1950 - mất ngày 3 tháng 8 năm 2018)  là một đạo diễn điện ảnh và nhà văn người Ba Lan. Trong cả sự nghiệp của mình, ông đã đạo diễn hơn ba mươi bộ phim trong nước và quốc tế. Piotr Szulkin từng vinh hạnh nhận giải "Đạo diễn phim khoa học viễn tưởng xuất sắc nhất" tại Eurocon vào năm 1984. Về cuối đời, ông còn làm giáo sư tại Trường Điện ảnh Quốc gia ở Łódź.

## Đời tư
Piotr Szulkin là con trai của Paweł Szulkin (1911-1987). Cha ông là một nhà vật lý người Ba Lan gốc Do Thái. Ông bà của ông là Idel Szulkin và Małka Frydzon. Chú của ông là một nhà sử học và nhà báo tên là Michał Szulkin (1908-1992).

## Phim

### Đạo diễn
- 1975 Dziewce z ciortom
- 1977 Oczy uroczne
- 1978 Kobiety pracujące
- 1980 Golem
- 1981 Wojna światów – następne stulecie (The War of the Worlds: Next Century)
- 1984 O-Bi, O-Ba. Koniec cywilizacji
- 1985 Ga, Ga. Chwała bohaterom
- 1990 Femina
- 1993 Mięso (Ironica)
- 2003 Ubu Król

### Biên kịch
- 1972 Raz, dwa, trzy
- 1972 Wszystko
- 1974 Przed kamerą SBB
- 1975 Zespół SBB
- 1975 Narodziny
- 1976 Życie codzienne
- 1977 Oczy uroczne
- 1980 Golem
- 1981 Wojna światów - Następne stulecie
- 1984 O-Bi, O-Ba. Koniec cywilizacji
- 1985 Ga, Ga. Chwała bohaterom
- 1993 Mięso (Ironica)
- 2003 Ubu Król

### Diễn xuất
- 1978 Szpital przemienienia (trong vai Jakub)
- 1986 Kołysanka (Lullaby, A (The Lullabye)
- 1985 Képvadászok
- 1989 Lawa jako Diabeł I
- 1992 Kiedy rozum śpi